# Esperanto reformado
Esperanto reformado foi uma versão reformada do esperanto, apresentada em 1894. A reforma destaca-se por ter sido proposta pelo mesmo criador original do Esperanto, Zamenhof.
Embora Zamenhof tivesse forte preferência em evitar qualquer discussão de mudanças, foi colocado sob pressão considerável (inclusive financeira) para responder às várias reformas propostas por outras pessoas. Relutantemente, ele decidiu apresentar uma versão reformada e se comprometeu a continuar a liderar a comunidade, quer fossem ou não aceites as reformas — o que acabou por não se verificar: 157 votos em 265 optaram por não introduzir quaisquer mudanças.

## Principais Mudanças
- As letras acentuadas desapareceriam, junto com a maioria de seus sons: P. ex., o "c" teria a pronúncia como o “antigo” "ŝ" [ʃ] e o "z", como o “antigo” "c" [ʦ].
- O artigo definido (la) seria excluído
- O acusativo teria a mesma forma do nominativo, dependendo o significado da sua posição na frase.
- O plural do substantivo teria a terminacão "-i", ao invés de "-oj".
- Tanto os adjetivos como os advérbios com terminação "-e", e invariáveis.
- O número de particípios seria reduzido de seis a dois.

## Alfabeto
| Capital letters |   |   |   |   |   |   |   |   |   |   |   |   |   |   |   |   |   |   |   |   |    |
| A               | B | C | D | E | F | G | H | I | J | K | L | M | N | O | P | R | S | T | U | V | Z  |
| Lower case      |   |   |   |   |   |   |   |   |   |   |   |   |   |   |   |   |   |   |   |   |    |
| a               | b | c | d | e | f | g | h | i | j | k | l | m | n | o | p | r | s | t | u | v | z  |
| IPA phonemes    |   |   |   |   |   |   |   |   |   |   |   |   |   |   |   |   |   |   |   |   |    |
| a               | b | ʃ | d | e | f | g | h | i | j | k | l | m | n | o | p | r | s | t | u | ʋ | ts |

## Exemplos
O Pai Nosso em Esperanto tradicional, Esperanto reformado e Ido, no objetivo de comparar:
| Esperanto Reformado                    | Ido                                      | Esperanto                                 |
| -------------------------------------- | ---------------------------------------- | ----------------------------------------- |
| Patro nose, kvu esten in cielo,        | Patro nia, qua esas en la cielo,         | Patro nia, kiu estas en la ĉielo,         |
| Sankte estan tue nomo.                 | tua nomo santigesez;                     | Via nomo estu sanktigita.                 |
| Venan reksito tue,                     | tua regno advenez;                       | Venu Via regno,                           |
| estan vulo tue,                        | tua volo facesez                         | plenumiĝu Via volo,                       |
| kom in cielo, sik anku sur tero.       | quale en la cielo tale anke sur la tero. | kiel en la ĉielo, tiel ankaŭ sur la tero. |
| Pano nose omnudie donan al nos hodiu   | Donez a ni cadie l'omnadiala pano,       | Nian panon ĉiutagan donu al ni hodiaŭ.    |
| e pardonan al nos debi nose,           | e pardonez a ni nia ofensi,              | Kaj pardonu al ni niajn ŝuldojn,          |
| kom nos anku pardonen al nose debenti; | quale anke ni pardonas a nia ofensanti,  | kiel ankaŭ ni pardonas al niaj ŝuldantoj. |
| ne kondukan nos versu tento,           | e ne duktez ni aden la tento,            | Kaj ne konduku nin en tenton,             |
| sed liberigan nos de malbono.          | ma liberigez ni del malajo.              | sed liberigu nin de la malbono.           |

A versão reformada segue raízes revistas de Zamenhof.